# Adrian Cristea (opozant anticomunist)
Adrian Cristea (n. 24 august 1936, București) a fost un opozant al regimului comunist.

## Biografie
Adrian Cristea s-a născut la 24 august 1936 în București. După absolvirea liceului s-a înscris la Facultatea de Construcții Civile a Institutului de Construcții din București. În perioada când era student în anul II a participat la mișcările revendicative ale studenților din București din 1956. A fost printre organizatorii unui miting de solidaritate cu studenții arestați, programată pentru ziua de 13 noiembrie 1956. A fost arestat la 8 noiembrie 1956. Ancheta sa a fost condusă de locotenent major Gheorghe Mihăilescu, locotenent major Constantin Popescu, locotenent major Vasile Dumitrescu și locotenent major Dumitru Preda. Prin sentința Nr. 234 din 15 februarie 1957 a Tribunalului Militar București, a fost condamnat la 4 luni închisoare corecțională. A fost eliberat, după executarea sentinței, la 13 martie 1957. 
Nu și-a mai terminat studiile universitare. După eliberarea din detenție s-a angajat ca tehnician constructor la Combinatul de Industrializare a Lemnului din București.